# История на Екваториална Гвинея

## Предколониална история
Пигмеите се считат за първите обитатели на земята, която днес наричаме Екваториална Гвинея. Миграциите на племената банту между 17-и и 19 век довеждат крайбрежните племена, а по-късно и племето фанг, от което вероятно е произлязло племето буби. То емигрира на остров Биоко от Камерун и Мбини (бивша Рио Муни). Прието е, че португалският пътешественик-изследовател Фернандо По, търсейки път към Индия, открива остров Биоко през 1471 г. Нарича го Формоза („Красив остров“ - име, с което по-късно е наричан Тайван), но скоро островът приема името на своя европейски откривател. Островите Фернандо По и Аннобон са колонизирани от португалците през 1474 г., които ги владеят до 1778 г., след което остров Биоко и континенталната част на Екваториална Гвинея биват отстъпени на Испания, в замяна на територии в Южна Америка (договорът от Ел Пардо).
От 1827 г. до 1843 г., борейки се срещу търговията с роби, Британия установява своя база на острова. Континенталната част Мбини, става протекторат на Испания през 1885 г. и колония през 1900 г. (споразумение между Испания и Франция за разграничаване на владенията – Рио Муни става испанско владение, заедно с островите, наричайки се Испанска Гвинея). През Първата Световна война германските войски не нападат територията, защото Испания запазва неутралитет.

## Колониална епоха
Испания развива големи какаови плантации, за които са внесени хиляди нигерийски работници. В началото на Гражданската война в Испания колонията остава лоялна към правителството. На 24 юли 1936 г. републиканският крайцер „Мендес Нуньес“ пристига в Санта Изабел. На обратния си път към Испания ръководният персонал планира да се присъедини към бунта, но испанското правителство, знаейки това, нарежда на кораба да се върне към колонията. На 14 август „Мендес Нуньес“ се връща във Фернандо По и моряците поемат контрола върху кораба. На 21 септември корабът пристига в Малага (републиканска Испания). На 19 септември колониалната и гражданската гвардия започват бунт и поемат контрола над острова Фернандо По, а останалата част от колонията остава лоялна към Републиката. На 22 септември се състои сблъсък между въстаналите групи на Кого и Бата. И накрая, на 14 октомври армия от 200 бунтовници пристигнали с търговския кораб „Сиудад де Махон“ и поемат контрола над Бата и останалата част от колонията.
След независимостта от 1968 г. Екваториална Гвинея е една от страните с най-високи доходи на глава от населението в Африка. Испанците спомагат на Екваториална Гвинея да постигне висока грамотност сред населението, както и за развиване на мрежа от здравни заведения. Въпреки това, по време независимостта, местните лекари и адвокати се броят на пръсти. През 1959 г. територята в Гвинейския залив придобива статута на автономна република, начело на която е генерал-губернатор, упражняващ военни и цивилни правомощия. Първите местни избори се провеждат през 1959 г. и първите избраници от местното управление членуват в Испанския парламент. След разширяването на автономията през 1963 г. страната бива преименувана на Екваториална Гвинея. Въпреки широките правомощия на испанския генерал-губернатор, гвинейският парламент има значителни заслуги за формирането на редица закони и наредби.

## Независимост
През март 1968 г., под натиска на местните националисти и Организацията на обединените нации, Испания признава независимостта на Екваториална Гвинея. Подготвя се формиране на конституцията. В присъствието на наблюдателен екип на ООН, през 11 август 1968 г. е проведен референдум и 63% от избирателите гласуват за приемането на конституцията.
През септември 1968 г., Франсиско Масиас Нгуема е избран за първия президент на Екваториална Гвинея и независимостта е официално обявена през октомври. През юли 1970 г. ключови части от конституцията са отменени. През 1972 г. Масиас взима пълен контрол над правителството и се обявява за доживотен президент на страната. Режимът на Масиас се характеризира с това, че всичко в страната е поставено на заден план за сметка на вътрешната сигурност. Франсиско установява диктатура и започва терор, което довежда да избиването на много хора. По някои данни, екзекутирани или в изгнание са една трета от населението на страната. Въпреки че по време на диктатура обикновено престъпносттат е сломено, властта на Франсиско се характеризира със засилване на уличните кражби. В страната се шири невежество, липсва инфраструктура, електричество, вода, транспорт. Здравеопазването е под всякаква критика. На религията се поставят ограничения, а малцина имат достъп до образование. Частният и обществен сектор на икономиката са опустошени.
През 1976 г. икономиката се срива окончателно. До 1978 г. всички училища и църкви са затворени. Нгуема сменя колониалните имена на градовете с местни: столицата Санта Изабел става Малабо, остров Фернандо По – Бийого, Аннобон – Пагалу. Не само градовете, но и самото население е принудено да се откаже от европейските си имена и да приеме африкански. Нгуема се прекръства и получава африканските си имена – Масие Нгуема Бийого Негуе Ндонг.
През август 1979 г. племенникът на Масиас от Монгомо, бивш директор на затвора Черен бряг, Теодоро Обианг Нгуема Мбасого предвожда преврат срещу диктатора. Масиас е задържан, разпитан и екзекутиран. Обианг поема правителството през октомври 1979 г. Островите са преименувани на Биоко и Аннобон. Новият президент е изправен пред предизвикателството да възстанови реда в страната, която е в пълна бъркотия и разруха — до края на диктатурата на неговия чичо държавната хазна е изпразнена.

## Нова история
Нов преврат е организиран и в наши дни. Той си има и име — наречен е „Уонга“. През 2004 г.наемници на ЮАР и някои европейски правителства се обединяват, за да свалят Обианг. Целта на поръчителите на преврата е да го обвинят в придобиване на националните богатства на страната. Британският аристократ Саймън Ман, бивш офицер от ВВС, предвожда бившите членове на тридесет и втори батальон от армията на ЮАР. Те са финансирани от сър Марк Тачър, син на бившия британски министър-председател Маргарет Тачър и вероятно британската писателка Джефри Арчър. Някъде между 3 и 20 милиона долара са били изразходвани за проваления преврат, за който се казва, че е имал мълчаливата подкрепа, освен на някои западни правителства, и на международни корпорации.